# Seleção Cazaque de Voleibol Masculino
A seleção cazaque de voleibol masculino é uma equipe asiática composta pelos melhores jogadores de voleibol do Cazaquistão. A equipe é mantida pela Federação de Voleibol da República do Cazaquistão. Encontra-se na 42ª posição do ranking mundial da Federação Internacional de Voleibol segundo dados de 22 de setembro de 2014.
Participou nove vezes do Campeonato Asiático, a primeira delas após a sua independência da União Soviética em 1992, onde obteve seu melhor resultado continental com a medalha de prata. Participou duas vezes do Campeonato Mundial, em 2002 e 2006, onde se classificou na 19ª e 21ª posições. Em 2015 participou pela primeira vez da Liga Mundial, onde integrou o Terceiro Grupo mas não avançou as finais contra Egito, Espanha e Venezuela.